# Sport à Los Angeles

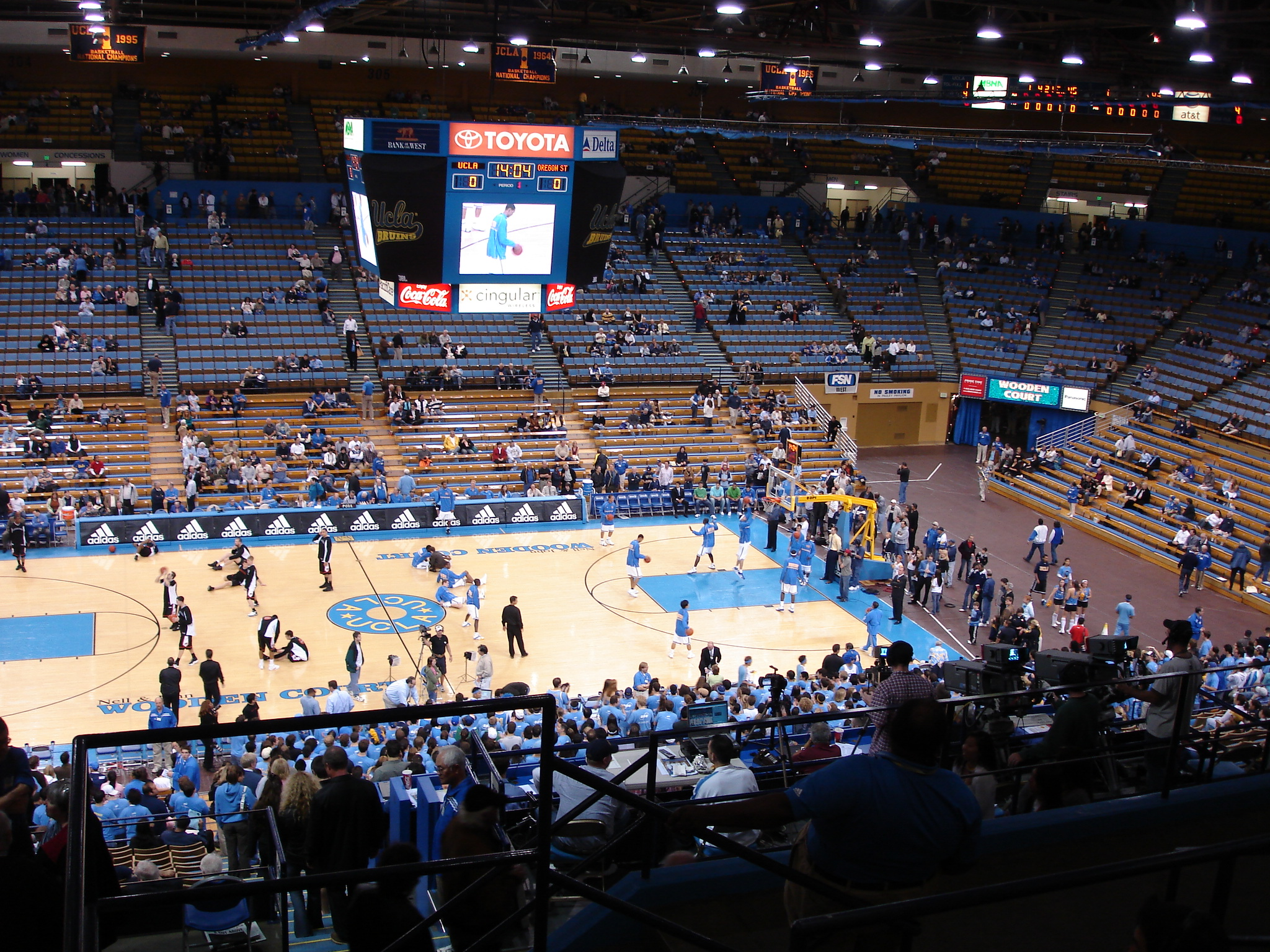
Rencontre de Basket-ball au Pauley Pavilion de Los Angeles.

Le sport à Los Angeles est actuellement dominé par six grandes franchises professionnelles : les Dodgers de Los Angeles qui évoluent en Ligue majeure de baseball depuis 1958, les Lakers de Los Angeles de la NBA depuis 1960, les Angels de Los Angeles d'Anaheim de la Ligue majeure de baseball depuis 1961, NFL in 1946 de la 1960, les Rams de Los Angeles de la Chargers de Los Angeles, les Kings de Los Angeles de la LNH depuis 1967, les Clippers de Los Angeles de la NBA depuis 1984 et les Ducks d'Anaheim (anciennement les Mighty Ducks) de la LNH depuis 1993. Los Angeles hébergea également deux franchises importantes de la NFL : Raiders d'Oakland (1981-1995). 
Outre ces franchises des quatre sports majeurs, Los Angeles abrite également les Galaxy de Los Angeles et le Los Angeles FC de la Major League Soccer.

## Les principales compétitions sportives se tenant à Los Angeles
- Rose Bowl Game, finale de football américain universitaire (depuis 1902).
- Nissan Open, tournoi de golf du PGA Tour (depuis 1926).
- Jeux olympiques d'été de 1932.
- Santa Anita Handicap, course hippique (depuis 1935).
- Tournoi de Los Angeles, tournoi de tennis de l'ATP (depuis 1972).
- Tournoi de tennis de Los Angeles, tournoi de tennis de la WTA (depuis 1977).
- Jeux olympiques d'été de 1984.
- Freedom Bowl, finale de football américain universitaire (1984-1994).
- Grand Prix automobile de Long Beach, GP de champ car (depuis 1984).
- Marathon de Los Angeles, marathon en ville (depuis 1986).
- SummerSlam, un évènement estival annuel de catch, organisé par la WWE depuis 1988. Dès l'année 2009, SummerSlam fut implanté à Los Angeles, et la ville l'accueille chaque année depuis.
- Jeux olympiques d'été de 2028.

## Les principales installations sportives de Los Angeles

### Stades
- Los Angeles Memorial Coliseum, stade omnisports (depuis 1923).
- Rose Bowl, stade de football américain (depuis 1923).
- Wrigley Field, stade de baseball (1925-1966).
- Weingart Stadium, stade omnisports (depuis 1951).
- Dodger Stadium, stade de baseball (depuis 1962).
- Angel Stadium of Anaheim, stade de baseball (depuis 1966).
- Drake Stadium, stade omnisports universitaires (depuis 1969).
- Dignity Health Sports Park stade de football (depuis 2003).
- Banc of California Stadium, stade de football (depuis 2018).

### Salles
- Grand Olympic Auditorium, salle omnisports (1924-2005).
- Los Angeles Memorial Sports Arena, salle de basket-ball et patinoire de hockey sur glace (depuis 1959-2011).
- Pauley Pavilion, salle de basket-ball universitaire (depuis 1965).
- The Forum, salle de basket-ball et patinoire de hockey sur glace (1967-1999).
- Firestone Fieldhouse, salle de basket-ball et de volley-ball universitaire (depuis 1973).
- Gersten Pavilion, salle de basket-ball et de volley-ball universitaire (depuis 1981).
- Honda Center, salle de basket-ball et patinoire de hockey sur glace (depuis 1993).
- Walter Pyramid, salle de basket-ball et de volley-ball universitaire (depuis 1994).
- Staples Center, salle de basket-ball et patinoire de hockey sur glace (depuis 1999).
- Galen Center, salle de basket-ball et de volley-ball universitaire (depuis 2006).
- Citizens Business Bank Arena, salle de basket-ball (ouverture prévue en octobre 2008).

### Divers
- Riviera Country Club, parcours de golf (depuis 1926).
- Santa Anita Park, hippodrome (depuis 1934).
- Hollywood Park Racetrack, hippodrome (depuis 1938-2013)
- Los Angeles County Raceway, piste de dragsters (depuis 1964).
- Equidome, salle de sports équestres (depuis 1982).
- California Speedway, circuit automobile (depuis 1997).

## Les principaux clubs sportifs basés à Los Angeles

### Baseball
- Angels de Los Angeles, PCL (1903-1957)
- Stars de Hollywood, PCL (1926-1957)
- Dodgers de Los Angeles, MLB (depuis 1958)
- Angels de Los Angeles, MLB (depuis 1961)
- Armada de Long Beach, GBL (2005-2012)

### Basket-ball
- Lakers de Los Angeles, NBA (depuis 1960)
- Jets de Los Angeles, ABL (1961-1962)
- Chiefs de Long Beach, ABL (1962-1963)
- Amigo d'Anaheim (1967-1968), puis Stars de Los Angeles (1968-1970), ABA (1967-1970)
- Clippers de Los Angeles, NBA (depuis 1984)
- Jam de Bakersfield, NBADL (2003-2016)
- Aftershock de Los Angeles, CBA (depuis 2003)
- Arsenal d'Anaheim, NBADL (2006-2009)
- D-Fenders de Los Angeles (2006-2017), puis Lakers de South Bay (depuis 2017), NBADL (depuis 2006)
- Buzz de Maywood, ABA (depuis 2006)
- Fame d'Hollywood, ABA (depuis 2006)

### Basketball féminin
- StingRays de Long Beach, ABA (1997-1998)
- Sparks de Los Angeles, WNBA (depuis 1997)

### Crosse
- Storm d'Anaheim, NLL (2003-2005)
- Riptide de Los Angeles, MLL (2006-2008)

### Football (Soccer)
- Wolves de Los Angeles, United Soccer Association puis NASL (1966-1968)
- Skyhawks de Los Angeles, American Soccer League (1976-1979)
- Aztecs de Los Angeles, NASL (1977-1981)
- Galaxy de Los Angeles, Major League Soccer (depuis 1996)
- CD Chivas USA, Major League Soccer (2005-2014)
- Sol de Los Angeles, Women's Professional Soccer (2009-2010)
- Los Angeles FC, Major League Soccer (depuis 2018)
- Angel City FC, National Women's Soccer League (à partir de 2022)

### Futsal
- Lazers de Los Angeles, Major Indoor Soccer League (1982-1989)

### Football américain
- Buccaneers de Los Angeles, NFL (1926)
- Dons de Los Angeles, AAFC (1946-1949)
- Rams de Los Angeles, NFL (1946-1994, 2016-)
- Chargers de Los Angeles NFL (1960, 2017-)
- Raiders de Los Angeles, NFL (1981-1995)
- Express de Los Angeles, USFL (1983-1985)
- Xtreme de Los Angeles, XFL (2001)

### Football américain en salle
- Cobras de Los Angeles, AFL (1988)
- Piranhas d'Anaheim, AFL (1994-1997)
- Avengers de Los Angeles, AFL (2000-2008)
- Muscle Heads de Long Beach, NIFL (depuis 2007)
- Diamonds de Los Angeles, NIFL (depuis 2007)
- Cool Riders de Pomona, NIFL (2007)

### Hockey sur glace
- Kings de Los Angeles, LNH (depuis 1967)
- Sharks de Los Angeles, AMH (1972-1974)
- Ice Dogs de Long Beach, ECHL (1993-2007)
- Ducks d'Anaheim, LNH (depuis 1993)

### Omnisports
- Los Angeles Athletic Club (depuis 1880)

### Tennis
- Tennis Club de Los Angeles (depuis 1920)
- Strings de Los Angeles, World Team Tennis (1974-199?)
- Oranges d'Anaheim, World Team Tennis (1978)
- Breakers de Newport Beach, World Team Tennis

### Universitaire
- Bruins de l'UCLA, Pac-12 Conference NCAA
- Trojans d'USC, Pac-12 Conference NCAA
- Waves de Pepperdine, West Coast Conference NCAA
- Lions de Loyola Marymount, West Coast Conference NCAA
- Beach de Long Beach State, Big West Conference NCAA
- Highlanders de l'UC Riverside, Big West Conference NCAA
- Lancers de California Baptist, Western Athletic Conference NCAA
- Titans de Cal State Fullerton, Big West Conference NCAA
- Matadors de Cal State Northridge, Big West Conference NCAA